# Арта (округ)
Округ Арта је округ у периферији Епир и истоименој историјској покрајини Епир у северозападној Грчкој. Управно средиште округа је истоимени град Арта.
Округ Арта је успостављен 2011. године на месту некадашње префектуре, која је имала исти назив, обухват и границе.

## Природне одлике
Округ Арта је приморски округ, али са релативно кратким излазом на Јонско море, односно његов део, Амбракијски залив у свом југозападном делу. Са запада се префектура Арта граничи са округом Превеза, на југу са округом Етолија-Акарнанија, на истоку са округом Кардица, на североистоку са округом Трикала и на северу са округом Јањина.
Највећи део префектуре Арта је планински и укључује неколико важних планина у оквиру ланца Пинда, највише на северу и истоку префектуре. Највиши врхови прелазе 2.000 м надморске висине. У приморском делу префектуре (југозапад и југ) налазе се омање долине око река Ахелос и Арахтос, а ту живи и највећи део окружног становништва.
Клима у округу Арта је у најнижим деловима средоземна, у средишњем делу због висине постаје континентална, да би на још већим висинама прешла у планинску.

## Историја
У доба антике ова област је била део подручја старе Грчке, али изван главних историјских токова. У каснијим епохама долази владавина Римљана, затим Византинаца и на крају Турака Османлија. Посебно је био значајно раздобље Епирске деспотовине у 13. веку, чије се седиште налазило у граду Арти. Иако су месни Грци били веома активни током свих побуна против Турака, ово подручје поново постало део савремене Грчке тек 1881. г. Други светски рат и Грађански рат у Грчкој су тешко погодили ову област. Префектура је протеклих деценија била осавремењена, али то није спречило исељавање становништва из њеног већег дела, поготово из планинског подручја на северу и истоку.

## Становништво
Према последњем попису из 2011. године округ Арта је имао око 67.877 становника, од чега више од 1/3 живи у седишту округа, граду Арти.
Етнички састав: Главно становништво округа су Грци, а званично признатих историјских мањина нема. И поред тога у округу живи заједница Рома и мања скупина новијих досељеника.
Густина насељености је око 47 ст./km², што је осетно мање од просека Грчке (око 80 ст./km²). Приобални појас и равница око Арте су много боље насељени него планинско подручје Пинда на истоку.

## Управна подела и насеља
Округ Арта се дели на 4 општине:
1. Арта
2. Георгиос Карајскакис
3. Николаос Скуфас
4. Средишња Цумерка

Арта је највеће насеље и једини значајан град (> 10.000 ст.) у округу.